# یواس‌اس ال‌اس‌تی-۵۵۳
یواس‌اس ال‌اس‌تی-۵۵۳ (به انگلیسی: USS LST-553) یک کشتی بود که طول آن ۳۲۸ فوت (۱۰۰ متر) بود. این کشتی در سال ۱۹۴۴ ساخته شد.